# Isparta (provincie)
Provincie Isparta je turecká provincie v centrální části Malé Asie. Jejím hlavním městem je Isparta. V roce 2000 měla 434  771   obyvatel. Má rozlohu 9 012 km².

## Administrativní členění
Provincie se dělí na 13 distriktů:
| - Isparta - Aksu - Atabey - Eğirdir - Gelendost - Gönen - Keçiborlu | - Senirkent - Sütçüler - Şarkikaraağaç - Uluborlu - Yalvaç - Yenişar Bademli |